# جون لوغان (لاعب كرة قدم)
جون لوغان (بالإنجليزية: John Logan)‏ (16 أغسطس 1912 في المملكة المتحدة - 1 يناير 1980) هو لاعب كرة قدم بريطاني (وحمل سابقاً جنسية المملكة المتحدة لبريطانيا العظمى وأيرلندا) في مركز نصف الجناح. لعب مع تشارلتون أثلتيك وشيفيلد وينزداي ونادي بارنسلي وهوردن كوليري ولفير ‏ ودارلينجتون إف سى.